# Leiocassis collinus
Leiocassis collinus es una especie de peces de la familia Bagridae en el orden de los Siluriformes.

## Morfología
• Los machos pueden llegar alcanzar los 17,9 cm de longitud total.

## Distribución geográfica
Se encuentra en Sabah (Borneo, Malasia ).